# Polo de inaccesibilidad del Pacífico
El polo de inaccesibilidad del Pacífico o Punto Nemo es el lugar del océano más alejado de cualquier tierra firme y se encuentra en el sur del océano Pacífico, aproximadamente a 2722 kilómetros de la Antártida y de varias pequeñas islas oceánicas. También es el lugar donde se halla el cementerio de naves espaciales debido a su lejanía, aislamiento, que es casi inhabitable y que se considera territorio de alta mar. El fondo del océano situado en dicho punto se encuentra a unos 3700 m de profundidad.
Es también conocido como punto Nemo y coincide con el lugar más alejado de la línea de costa, puesto que supera en distancia al polo de inaccesibilidad de Eurasia. En esta definición se utiliza la distancia sobre la superficie de un elipsoide terrestre de referencia y se contabiliza cualquier isla permanentemente emergida.
El bloop, nombre dado a un sonido de ultrabaja frecuencia y de origen desconocido detectado por la NOAA estadounidense en varias ocasiones durante el verano de 1997, tuvo su origen en la región del punto Nemo. En 2002, la NOAA concluyó que esos sonidos fueron producidos por icebergs raspando el fondo oceánico.

## Geografía
El punto Nemo está localizado en el océano Pacífico Sur (48°52.6′S 123°23.6′O / -48.8767, -123.3933). Las tierras emergidas más cercanas, localizadas a 2 688 km, son: 
- al norte, la isla Ducie, perteneciente a las islas Pitcairn.
- al noreste, Motu Nui, un islote perteneciente al archipiélago de la isla de Pascua.
- al sur, la isla Maher, frente a la isla Siple y de la tierra Marie Byrd, en la Antártida.
- al oeste, la isla Chatham.
- al este, el archipiélago Campana al sur de Chile.

## En la ficción
- En la literatura, el punto Nemo está relativamente cerca de la ciudad ficticia de R'lyeh, imaginada por el autor estadounidense H. P. Lovecraft. En su novela La llamada de Cthulhu, Lovecraft sitúa R'lyeh en las coordenadas 47°09′S 126°43′O / -47.150, -126.717.
- En cine, en la película Top Gun: Maverick, la base enemiga está situada en el punto Nemo. De esta forma no ofendían a ningún país con el que Estados Unidos pudiera tener unas relaciones diplomáticas poco avenidas.
- En la televisión, la serie Punto Nemo sigue a una expedición oceanográfica compuesta por científicos y la Armada Española en su misión para investigar una isla de plástico en el Pacífico Sur. Sin embargo, una tormenta los arrastra hasta el remoto Punto Nemo, el lugar más alejado de cualquier zona habitada en la Tierra.